# Myriam Ferretti
Myriam Ferretti (Castelfiorentino, 19 marzo 1916 – Castelfiorentino, 3 luglio 1998) è stata un soprano italiano.

## Biografia
Pisana di adozione, dove ha vissuto per molti anni, era un soprano lirico, piuttosto avvenente ed elegante, raffinata e molto espressiva.
Nel 1935 partecipò a Roma ad un importante concerto lirico vocale e strumentale per beneficenza, con Costantini, il basso Giulio Neri (anch'egli debuttante) e il maestro Ferraresi al pianoforte; in quella circostanza fu casualmente ascoltata dal grande direttore d'orchestra Tullio Serafin, che espresse apertamente il suo giudizio positivo.
Vinse poi il Concorso per voci liriche al Teatro dell'Opera di Roma nel 1936, e l'affermazione le dischiuse le porte dell'Accademia nazionale di Santa Cecilia ed i corsi di perfezionamento di canto della RAI.
Interpretò, come protagonista, alcuni importanti ruoli in: Tosca, Manon Lescaut e La bohème  (Mimì) di Giacomo Puccini, Lodoletta e Isabeau di Pietro Mascagni, Fedora (Olga) di Umberto Giordano, Risurrezione (Katiusha) e Madonna Imperia di Franco Alfano, Thaïs di Jules Massenet, nel periodo dal 1936 al 1948.
Myriam Ferretti cantò a fianco di famosi cantanti: Giulio Neri, Boris Christoff, Jussi Björling, L. Warren, A. Annaloro, G. Prandelli, P. Silveri, G. Masini, A. Poli, M. Filippeschi, A. Gentilini, Giuseppina Cobelli, B. Franci, Tito Schipa, Beniamino Gigli, e fu diretta da illustri Direttori d'orchestra come: Umberto Giordano in persona, Francesco Molinari-Pradelli, Franco Capuana, Ottavio Ziino, G. Morelli, D. Belardinelli, N. Bonavolontà, M. Braggio, A. Narducci e altri.
Dal 1936 al 1940 ha svolto anche una intensa attività alla Radio, cantando in numerose operette, Il pipistrello di R. Strauss, Eva di F. Lehar, La vedova allegra di F. Lehar, Paganini di F.Lehar, Frasquita di F. Lehar, La casa delle tre ragazze di F. Schubert.

## Musica leggera
Il richiamo al repertorio più popolare la induce a partecipare al Teatro Malibran di Venezia alla Rassegna delle canzoni 1937 con Ebe De Paulis, Meme Bianchi, Renzo Mori e altri cantanti, scritturati dal maestro Ferruzzi, che fu tra i primi a contribuire alla rinascita della canzone. 
Nel 1946, a Napoli, al primo Piedigrotta, si affermò con due celebri canzoni: Passione e Core 'ngrato, che ha cantato in tutto il mondo.
Myriam Ferretti ha inciso molti dischi (nessuno di musica lirica ma solo di canzoni) con le più importanti case discografiche del tempo ma il suo sodalizio con la Columbia fu inossidabile, esibendosi spesso alle reti radiofoniche italiane e straniere.
Ha cantato assiduamente in America Latina, Messico e Stati Uniti, come una delle più acclamate interpreti della musica italiana nel mondo. 
Ha inciso celebri canzoni per film, si ricorda per la produzione di Walt Disney (Dumbo, Biancaneve e i sette nani ed altri), a fianco anche del Quartetto Cetra.
A Pisa, dove ha vissuto per molti anni con un suo parente parroco della chiesa di San Biagio, ha potuto elargire i suoi preziosi consigli ad alcuni giovani cantanti lirici, tra cui il baritono Giancarlo Ceccarini.  È morta a Castelfiorentino alla fine degli anni novanta.

## Programmi musicali EIAR
- Don Gil dalle calze verdi, operetta di Corsi e Salvini, musiche di Ezio Carabella, regia di Tito Angeletti, trasmessa il 8 gennaio 1937
- La sorridente Firenze, operetta con prologo di Kramer, musica di Ugo Raffaelli con Miriam Ferretti, Minia Lyses, Vanna Giotto, Roberto Paglierini, Tito Angeletti, Ubaldo Torricini, 1937
- Parigi mia, operetta di Roberto Lausermand, regia di Tito Angeletti, trasmessa il 21 gennaio 1937
- Addio giovinezza!, operetta in tre atti di Nino Oxilia e Sandro Camasio, musica di Giuseppe Pietri, regia di Tito Angeletti, trasmessa il 4 aprile 1937
- Katia la Ballerina, operetta di Leopold Jacobson, musica di Jean Gilbert, regia di Tito Angeletti, trasmessa il 9 aprile 1937
- Fior di Hawai, operetta di Lohener e Foeldes, musica di Paul Abraham, regia di Tito Angeletti, trasmessa il 9 dicembre 1937
- Donne viennesi, operetta di Franz Lehar, orchestra di Umberto Mancini, regia di Tito Angeletti, trasmessa il 25 marzo 1938

## Registrazioni note
Dischi Columbia 78 giri ordinati per numero di catalogo DQ:
- n°2539 - Bocca innamorata Dal film Tre Desideri | Torna a me Dal Film Tre Desideri;
- n°2550 - Parlami d'amore Dal Film Serata tragica | Se tu mi baci stasera (Bertini-Casiroli);
- n°2566 - Tornerà... la violetera (Casucci-Pinki) | Cuore, ascolta (Ansaldo-Marielli);
- n°2670 - Tango di Manola (Innocenzi-Rivi) | Lontan dagl'occhi (lontan dal cuore) (Rusconi-Frati);
- n°2671 - L'amore di mai (Abel-Pedulla) | Colei che debbo amare (Cergoli-Giubra);
- n°2681 - Stornelli a mezza voce (Ferruzzi-Frati) 1 e 2 parte;
- n°2682 - Per te vivrò (Secunda-Galdieri) | Son triste (Pegnoni-Cambieri);
- n°2683 - Ricordare (Mancini) Dal Film L'albergo degli assenti | Quanno le stelle fanno a nasconnarella (Simi-Martelli-Neri);
- n°2747 - Il mio amore un dì verrà Dal Film d'animazione Biancaneve e i sette Nani | Some day my prince will come (Churchill-Rastelli-Panzeri) | Dormi piccino mio (Casiroli-Bertini);
- n°2748 - Un'ora sola ti vorrei (Paola Marchetti-Umberto Bertini) Tango dal Film Maman Colibrì | Tu sei geloso ancor (Alioti) Dallo scenario radiofonico Scalo di fortuna Slow;
- n°2789 - Partire... (Brianzi-Minareo) Dal film omonimo | Serenata della notte (Goletti-Cram);
- n°2809 - La gelosia non è più di moda (Schisa-Rastelli-Panzeri) | Amami di più (Ramponi-Ala);
- n°2818 - Non ho che un canto (Bertini-Churchill) | Con un canto nel cuor (Rastelli-Panzeri-Churchill) Dal Film Biancaneve e i sette Nani;
- n°2819 - Impara a fischiettare (Rastelli-Panzeri-Churchill) | Voglio fischiettare (Willy-Mc Hugh) Dal Film Pazza per la musica(I love to whistle);
- n°2838 a 2040 - Biancaneve e i sette Nani Dal film di W. Disney. Adattamento fonografico di Gyp, in tre dischi doppi. Musiche originali di F.Churchill. M. Ferretti e Coro Columbia. In un elegante album.
- n°2857 - Oggi verrò da te (Rastelli-Barzizza) | Portami con te (Parn-Sussain);
- n°2870 - Il mio amor un dì verrà (Churchill-Panzeri-Rastelli) | Impara fischiettar... (Rastelli-Panzeri-Churchill);
- n°2871 - a) Canzone dell'eco b) Ehi-hò (Churchill-Mario Panzeri-Rastelli) Dal Film Biancaneve e i sette Nani | La tirolese dei nani (Churchill-Panzeri-Rastelli) canzone scema (come scritto sul catalogo!);
- n°2888 - Forse mai più (Ruccione-Bonagura) Dal film Il Messaggio | Ricordami (Filippini-Fouchè);
- n°2892 - Con te (Mc Hugh-Willy) Dal film Quella certa età | Quella certa età (Mc Hugh-Willy) Dal film omonimo;
- N°2914 - Penny serenade (Serenata sentimentale) (Weersman-Lulli) | ?
- n°2935 - Ecco la felicità Dal film Castelli in aria (Grote-Della Gatta) | Passeranno i giorni (Casiroli-Aminta);
- n°2936 - La ninna nanna di Biancaneve (Lugetti) favola musicale | Sul Danubio con te (Abel-Martelli-Neri);
- n°2937 - Piccola dama sognante Little Lady make believe (Simon-Giubra) | Sotto un ciel di stelle (D'Anzi-Bracchi);
- n°2960 - Quando piove ... con il sole (Di Stefano-Turchi) | Ultimo amore (Quarantotto-Cambieri);
- n°2961 - Valzer dell'organino (Bixio-Cherubini) Dal film Due milioni per un sorriso | Quando... (Stefer-Cambieri);
- n°2962 - Canzone d'Hawai (Seracini-Fouchè) | Nel mio cuore (Misraki-Mario Valabrega) Dal film Ritorno all'alba;
- n°3018 - Un bacio e poi ... chissà (Casiroli-Rastelli) | Ti voglio amar Dal film Ritorno all'alba (Marchetti-Nisa);
- n°3019 - Mi ricordi ancor (Thanks for the memory) slow (Robin-Rainger-Bracchi) dal film "The big broadcast of 1938" (di Mitchell Leisen) - | ?
- n°3093 - Nessuno Dal film Il diario di una stella | Madonna fiorentina (C.A.Bixio-Cherubini) Dal film In campagna è caduta una stella (il secondo brano riedito nel 33 giri Voci Pisane Vol.1/2 del 1984 Ediz. TimaClub);
- n°3096 - Nel Ciel (c'è una canzon d'amore) (Bruhne - Willy) dal film "Habanera" (inciso anche su edizioni Curci) | Amo te (Seracini - Martelli - Neri) dal film "Belle e brutte si sposan tutte"
- n°3104 - Casetta bianca (B.Quarantotto-Cherubini-Cambieri) canzone tango | Tornerò dove vuoi tu di Carlo Innocenzi, Canz. tango;
- n°3105 - Stasera no... (D.Vasin-E.Frati) canzone | Tu che non sai mentir... (G.Pittoni-Friggeri) canzone tango;
- n°3130 - Signora illusione (A.Fragna-B.Cherubini) canzone | Partiamo insieme (E.Rolandi-Sali) canzone;
- n°3131 - Notturno d'amore (M.Ruccione-E.Bonagura) canzone tratta dal film È arrivato l'amore | È arrivato l'amore (M.Ruccione-Morini) canzone dal film omonimo;
- n°3161 - Occhi per non vedere (Rossi-T.Manlio) canzone tratta dal film Due occhi per non vedere | Autunno (Santafè-Di Roma) canzone Valtzer lento;
- n°3168 - Tu sei la musica (F.Ansaldo-A.Bracchi) canzone ritmo lento || Estasi (G.Filippini-R.Morbelli) canzone Valtzer lento;
- n°3169 - Siciliana bruna - (E. Di Lazzaro-C.Bruno) canz. r. m. popolare | Non te ne andar (E.Aita-A.Bracchi) canzone valtzer tzig.;
- n°3187 - Ti crederò (versione italiana del tango ungherese "Szeret-e Még") (Eisemann-Rastelli-Panzeri) assolo del violini S.Ferruzzi | ?
- n°3188 - Sussurro d'amore - (C.Porter-Willy) canzone a tempo m. | Piove (E.Alta-A.Bracchi) canzone r.l.;
- n°3189 - Ninna nanna di tutte le mamme - (Olivieri-Nisa) canz. r.l. dal film Piccolo Re | Tempesta nel cuore (Costanzo-Turchi) canzone r.l.;
- n°3213 - Sogna un romanzo d'amore (C.Innocenzi-M.Rivi) canzone ritmo lento | Il valzer delle bambole (P.Mendes) canz. valz.;
- n°3229 - Bel amì (T.Mackeben-M.Cortini-Viviani) tempo mod. dal film omonimo| Nostalgia d'amore (C.Innocenzi-R.Rivi) ritmo lento, dal film L'uomo della legione;
- n°3238 - Domani (F.Corsini-G.A.Marolla) canz. ritmo lento | Casetta sperduta (E.Rusconi-G.A. Marolla) canzone tempo moderato;
- n°3239 - Come Butterfly (G.Raimondo-E.Frati) canz. ritmo lento | Nanuska (N.Fiorda-Nisa) canz. r.l. dal film Brigata selvaggia;
- n°3261 - Sola... (in una notte di tormento) (Vasin-Raima) canz. r.l. | Accarezzandoti le mani (U.Siciliani-E.Bonagura) canzone r.l., dal film Ultimatum a mezzanotte;
- n°3262 - Pippo non lo sa (G.Kramer-Panzeri) Canz. tango mod. | Habanita (B.Quarantotto-B.Cherubini) canz. tango;
- n°3280 - Torna primavera (A.Uzzi-Nisa) canz. ritmo lento | Angelo del mio cuore (G.D'Anzi-A.Bracchi) canzone tango;
- n°3281 - Chi non lo sa? (Della Rondine-Giubra) canz. t. mod. | Non sai (Fiammenghi-Cambieri) canzone;
- n°3297 - Canzone d'Hawai (G.Seracini-Fouchè) canzone mod.| Amo te (Seracini-Martelli-Neri) canzone, dal film Belle e brutte si sposan tutte;
- n°3306 - Sentirai nel cuor... (P.Marchetti-NIsa) canzone tango | Malinconia d'autunno (G.Setti-E.Frati) canzone r.l.
- n°3311 - Ti lascio un fior (C.Ferri-M.Galdieri) canzone bolero dal film Traversata nera | Non guardar le stelle (V.Giuliani-A.Bracchi) canzone r.l.;
- n°3337 - Perché... (Cergoli-Bracchi) canzone r.l. | Con te sognare (Innocenzi-Rivi) canzone v. lento dal film La prima donna che passa;
- n°3343 - Serenatella appassionata (Di Lazzero-Mari) canzone r.m. dal film La zia smemorata |  Son felice se canto (Dil Lazzaro-Bruno) canzone r.l. dal film Cento lettere d'amore;
- n°3345 - Senza domani (Canicci-Liri) ritmo lento | Una sigaretta fuma... (Kenny-Rastelli-Panzeri) canzone r.l.;
- n°3352 - Annabella (Ruccione-MOrini) canzone r.l. | Nasce un canto (Ruccione-Bertini-Mari) canz. valzer dal film L'evaso dell'Isola del Diavolo;
- n°3353 - Piccole bambine innamorate (D'Anzi) canzone ritmo lento | Ho perduto i tuoi baci (D'Anzi-Bracchi) canzone tango;
- n°3354 - Breve romanzo (Godini-Frati) canzone r.l. | Passeggiando quando piove (Trama-Cambieri) canzone ritmo moderato;
- n°3367 - Violetta (Klose-Luckesch) canzone tango (Con Carlo Buti) | Terra lontana (Bixio-Cherubini) barcarola dal film Il pirata sono io con Carlo Buti;
- n°3388 - Per tutte e per nessuna (Pagano-B.Cherubini | Frenesia (Fragna-Cherubini) ritmo lento;
- n°3290 - La ninna nanna di Biancaneve (D. Lugetti) favola musicale | Sotto un cielo di stelle (D'Anzi-Bracchi) ritmo lento;
- n°3306 - Sentirai nel cuore (P.Marchetti-Nisa) tango | Malinconia d'autunno (Setti-Frati)
- n°3404 - Un bacio e ...buonanotte (Siciliani-Mari) ritmo lento dal film Paradiso per due | Ma!... (M.Ruccione-Bertini Ruccione) ritmo lento;
- n°3406 - Amor lontano (Dan Caslar-Simeoni) Tempo mod. dal film Imprevisto | Mi dice il cuore (M.Ruccione-Morini) ritmo lento;
- n°3407 - Tentazione (E.Rolandi-B.Cherubini) ritmo lento | Pastorella abruzzese canzone popolare dal film La zia smemorata, con l'orchestra melodica diretta dal maestro Consiglio;
- n°3414 - Con te (Anepeta-Bertini) tempo mod. | Lacrime d'amore (G.Anepeta-Bertini) tango;
- n°3415 - Vicino al fuoco (N.Casiroli-M.Restelli) canzone ritmo lento, dal film Come Margherita Gauthier | Paradiso per due (N.Siciliani-A.Mari) ritmo lento dal film omonimo;
- n°3416 - Tu mio amore (Anepeta-Morini) ritmo lento | Nel mio cuore (c'è un canto per te) (E.Greppi-G.Quattrini) tempo mod.;
- n°3437 - Eternamente tu (D.Olivieri-Nisa) ritmo lento | Io e il cuore (D.Olivieri-Nisa) ritmo lento;
- n°3447 - Ti vorrei dimenticare (E.Radicchi-M.Rivi) ritmo lento | La tua voce (A.Taccani-G.Ammirata) tempo moderato;
- n°3448 - Ma senza te (Innocenzi-Rivi) | Ogni donna ... un canto (N.Siciliani-A.Mari) ritmo lento.
- n°3463 - Tu che mi fai sognare | Crepuscolo.
- n°3506 - Danzando sui tetti ritmo allegro (Di Lazzaro-Astro Mari) dal film "La canzone rubata" (di Massimiliano Neufeld) | ?
- n°3554 - Macariolita canzone rumba (Bixio-Cherubini) dal film "Il pirata sono io" | ?
- n°3556 - Un canto nella notte (Di Ceglie-E.Frati) | T'ho vista piangere (Casadei-Poletto)
- n°3600 - Un profumo di verbena (Salvatore - Silenti) | Due culle (Cesarini - Cartoni)
- n°3718 - Tango all'infinito   (Liebe und gluck...) (Wassil-Premuda) | Chiudi gli occhi (Raffaele e Ruggero Ramponi)
- n°3775 - L'ultima carezza(Innocenzi-Rivi) tango dal film "Catene invisibili" (di Mario Mattoli) (Anno 1942) | ?
- n°3801? - Villa Triste (De Torres-Ruccioni-Simeoni) (Anno 1941)

Inoltre:
- D13004 - Preludio d'amore (V.Giuliani-A.R.Borella) ritmo lento
- D13041 - Il giardino dei ricordi (Dino Olivieri)
- Fanfara grigioverde (V.Falcomatà-B.Cherubini) ritmo moderato
- Sera (Barzizza-Tettoni) con l'orchestra Angelini (Anno 1941)
- Serenata (Klose-Luchesch) con Carlo Buti
- Serenata di maggio (Bixio-Pagano) (Anno 1942)
- Torna a Capri (Benedetto-Sordi).

### Altre case discografiche
Fon
- FP 1041 - Passione | Core 'ngrato - Orchestra Cora Italia;
- FP 1042 - Firenze sogna - Orchestra Cora (Anno 1947)
- FP 1047 - Susy | Serenata a Capri (canta A.Alvi) - Orchestra Segurini (Anno 1947);

Mayor
- Mr. 1004 Label - Side A N.Segurini - Gli Alberi del viale (M.Ferretti) -  Side B Ho lasciato il paese del cuor (Carmen Isa) - Orchestra N. Segurini - 10";

Radio Dischi Safar
- 330071 - La sagra di Giarabub - Milmart all'erta - Disco doppio 25";

Tima Club
- VP. 1/2 - Voci Pisane - Madonna fiorentina - Edizione speciale, Marzo 1984, 33 giri - (da Columbia DQ 3093 Matr. B-9536)